# Sierra del Caballo
La Sierra del Caballo es una sierra en los condados de Sierra y Doña Ana en Nuevo México en el suroeste de los Estados Unidos de América. La sierra se ubica al este del río Grande y el lago del Caballo, y al oeste de la Jornada del Muerto. El sur de la sierra se extiende hacia el noroeste del condado de Doña Ana. Los pueblos más cercanos son Truth or Consequences y Hatch.
La mayor parte de la sierra del Caballo se encuentran en propiedad de la Bureau of Land Management (Oficina para el manejo de la tierra). La sierra son peculiares y quizás únicas en Nuevo México por su historia geológica completa revelada por sus piedras. El acceso vehicular hacia la sierra se hace por la interestatal 25 desde el oeste y por la carretera estatal 51 de Nuevo México desde el norte y por caminos de ripio desde el este.

## Geografía
La sierra del Caballo tienen dirección norte y sur, con una longitud de aproximadamente 50 km. El ancho de la sierra varia entre 5–10 km. El punto más elevado de la sierra, el cerro Timber con sus 7,565 pies posee una prominencia topográfica de aproximadamente 3,400 pies.